# Janów (gmina de Podlachie)
Pour les articles homonymes, voir Janów.
Janów est une gmina rurale du powiat de Sokółka, Podlachie, dans le nord-est de la Pologne. Son siège est le village de Janów, qui se situe environ 21 km à l'ouest de Sokółka et 39 km au nord de la capitale régionale Białystok.
La gmina couvre une superficie de 207,84 km2 pour une population de 4 427 habitants.

## Géographie
La gmina inclut les villages de Białousy, Brzozowe Błoto, Budno, Budzisk-Bagno, Budzisk-Strużka, Chorążycha, Cieśnisk Mały, Cieśnisk Wielki, Cimoszka, Dąbrówka, Franckowa Buda, Gabrylewszczyzna, Giełozicha, Janów, Jasionowa Dolina, Kamienica, Kizielany, Kizielewszczyzna, Kładziewo, Krasne, Kumiałka, Kuplisk, Kwasówka, Łubianka, Marchelówka, Nowokolno, Nowowola, Nowy Janów, Ostrynka, Podbudno, Podłubianka, Podtrzcianka, Przystawka, Rudawka, Sitawka, Sitkowo, Skidlewo, Soroczy Mostek, Sosnowe Bagno, Studzieńczyna, Szczuki, Teolin, Trofimówka, Trzcianka, Wasilówka et Zielony Gaj.
La gmina borde les gminy de Czarna Białostocka, Dąbrowa Białostocka, Korycin, Sidra, Sokółka et Suchowola.